# Alix Faviot
Alix Faviot, född 1620, död 1670, var en fransk skådespelare. Hon var känd under artistnamnet Mademoiselle Des Œillets. 
Hon var engagerad vid Théâtre du Marais och Hôtel de Bourgogne (teater). Hon var känd för sina roller inom dramer av Pierre Corneille och Jean Racine. 